# 金仙文廟
金仙文廟位於四川省廣元市劍閣縣，文物遺址年代判定為清。2012年7月16日公佈為第八批四川省文物保護單位。
金仙文廟位於四川省廣元市劍閣縣金仙場文廟街。始建於元初，明、清及民國初期復修。金仙文廟整體呈四合院佈局，座南朝北，建築占地519平方公尺，現存前殿（文昌官），左右廂房，大成殿和泮池以及部分清代碑刻。文昌宮，始建於元初，清代復修，單簷歇山式屋頂，小青瓦屋面，抬梁式梁架，有垂帶式踏道7級。左右廂房（觀音殿、財神殿），民國初年復修，木結構懸山歇，抬粱式梁架，小青瓦屋面。大成殿居南，清代修建，木結構歇山式屋頂，小青瓦屋面，抬粱式梁架，有垂帶式踏道7級。位於大成殿前方1.5公尺處，完好保留清代泮池，其上跨單石拱，別具一格。1935年初，紅四方面軍駐劍閣期間，文廟曾設立金仙縣蘇維埃政府所在地及軍政部等。1991年，金仙文廟被劍閣縣人民政府公佈為縣級文物保護單位。